# Corni (Botoșani)
Pour les articles homonymes, voir Corni.
Corni est une commune du județ de Botoșani en Roumanie.